# Kosatec žlutý
Kosatec žlutý (Iris pseudacorus) je vytrvalá bylina z čeledi kosatcovitých.

## Popis
- Kosatec žlutý je vytrvalá rostlina, jejíž výška se pohybuje v rozmezí 50 – 150 cm.
- Vyrůstá z tlustého plazivého a rozvětveného oddenku, tvořícího propletenou síť jednotlivých ramen o průměru 1 – 4 cm, s kořeny, sahajícími do hloubky 10 – 20 cm, výjimečně až 30 cm.
- Listy jsou dvouřadě uspořádané s mečovitým tvarem, kratší nebo stejně dlouhé (obvykle 50 – 100 cm) jako stonek, ke kterému jsou obráceny hranou, široké 1 – 3 cm. Zbarvené jsou světle zeleně.
- Stonek je okrouhlý a na jeho konci je několik květů.
- Květy 8 – 10 cm v průměru, jsou žluté (vzácně až bílé), vnější 3 okvětní plátky jsou na vnitřní straně tmavě žilkované, bez chlupů a větší než vnitřní plátky, které jsou vzpřímené.
- Kvete v květnu až červnu.
- Plodem je podlouhlá, trojboká tobolka. Semena jsou světle hnědá, tečkovaná, okrouhlého, zploštěle diskovitého tvaru o průměru 2 – 5 mm a tloušťce 0,5 – 3 mm.
- Šíří se buď vegetativně pomocí oddenku nebo semeny, která jsou rozšiřována vodou nebo ptáky.

## Areál rozšíření

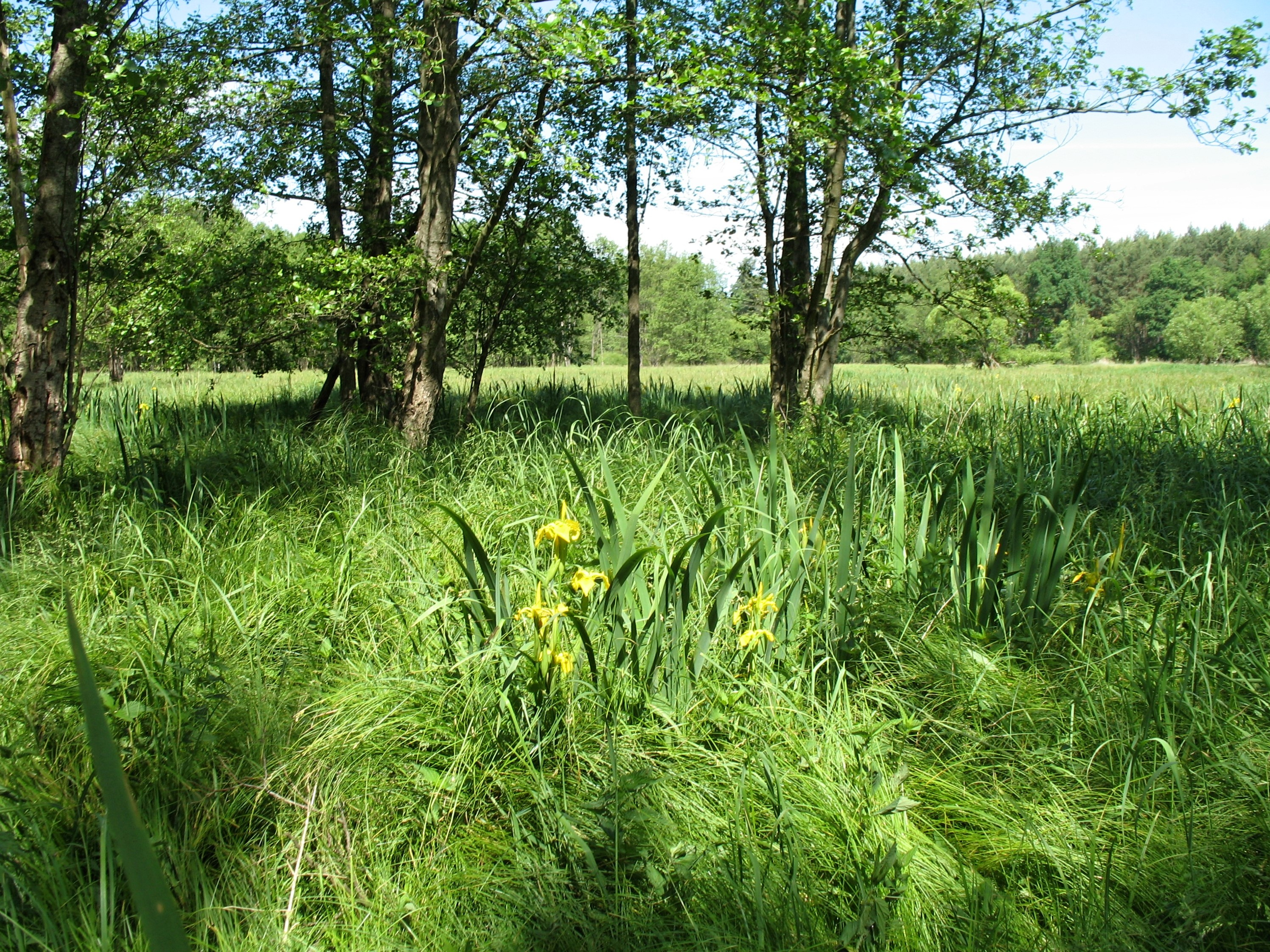
Kvetoucí kosatce v oblasti meandrů Ploučnice u Hradčan na Českolipsku

Kosatec žlutý je rozšířený téměř po celé Evropě s výjimkou Skandinávie a vysokých hor, dále se vyskytuje rovněž v Asii a severozápadní Africe. V ČR se vyskytuje roztroušeně po celém území, mimo horské oblasti. Pěstuje se jako okrasná rostlina v mírném pásu zeměkoule. Zdomácněla v USA (kde zejména ve státech Washington a Montana je považována za invazní druh) a na Novém Zélandu.

## Stanoviště

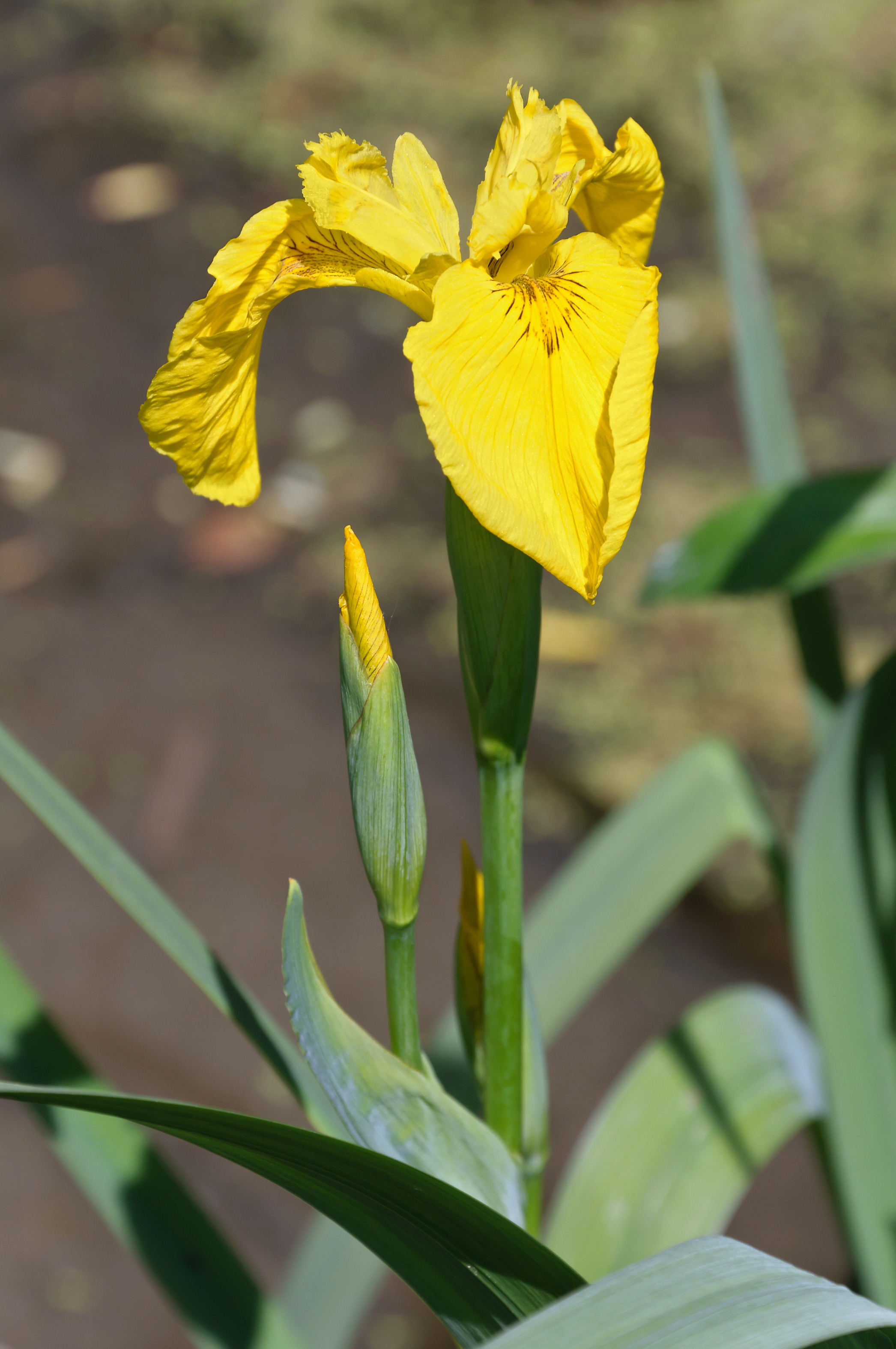
Kosatec žlutý, Bagneux, Hauts-de-Seine, Francie

Bažiny, vlhké příkopy, břehy, lužní lesy, rákosiny, preferuje půdy bahnité a bohaté na živiny, zejména na dusíkaté látky. Vyhovují jí spíše kyselé půdy (pH 3,6 – 7,7). Tato místa musí být alespoň občas zaplavovaná. Hojně se vyskytuje v teplejších oblastech na březích vodních ploch.

## Obsahové látky
Oddenek kosatce žlutého obsahuje slabě jedovaté třísloviny, glykosidy a silice. Otrava způsobuje žaludeční a střevní potíže, jež mohou být provázeny krvavými průjmy.

## Využití

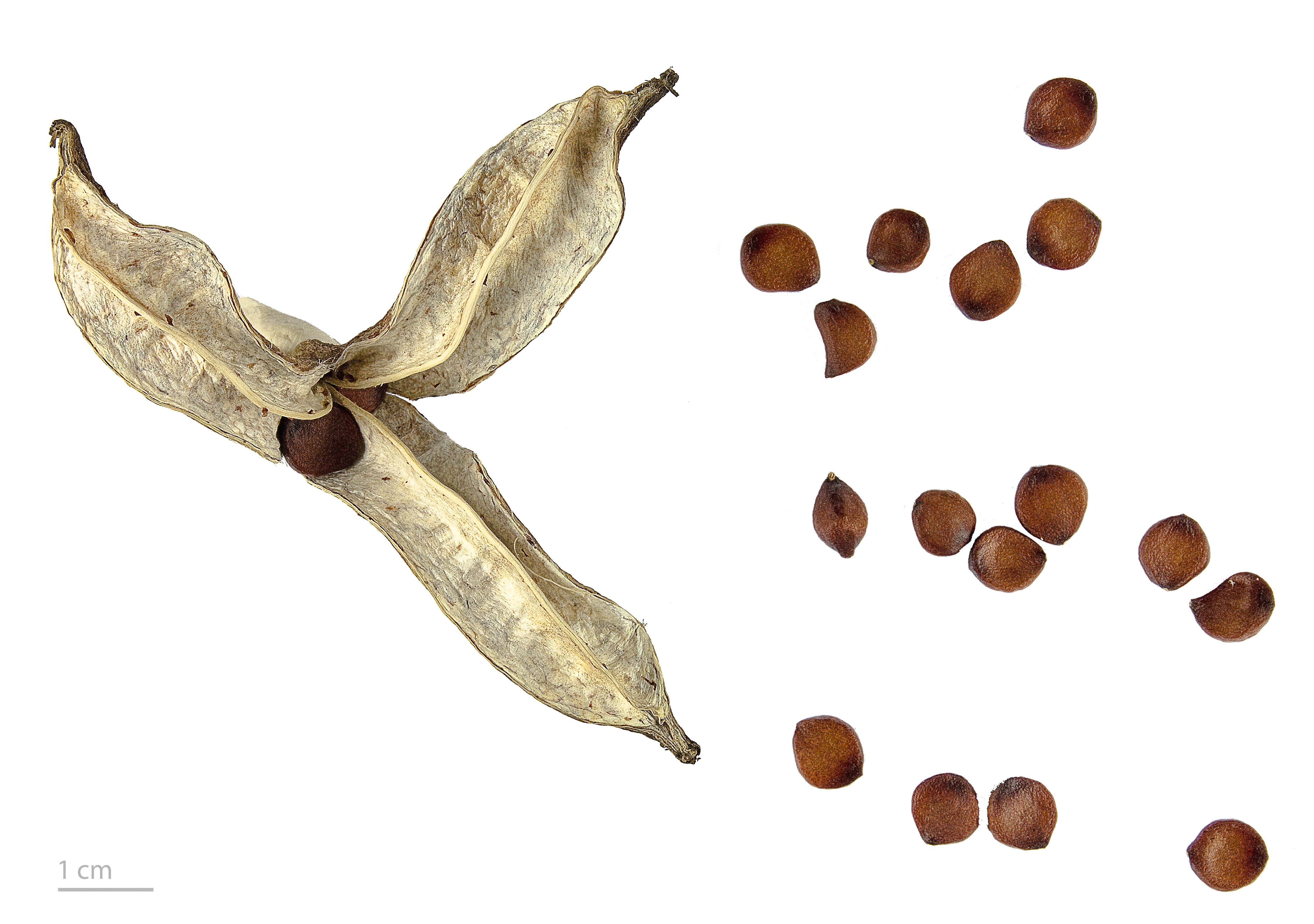
Plody kosatce a semena

Vzhledem k obsahu tříslovin se v minulosti používal k vydělávání kůží. Oddenek se v minulosti rovněž používal v léčitelství, jako prostředek na zastavení krvácení. Tato rostlina se dá použít a využívá se pro kořenové čistírny odpadních vod.
V některých evropských zemích, např. ve Švýcarsku, je kosatec žlutý chráněný zákonem. V České republice navzdory rozšířenému přesvědčení chráněný není.